# 33592 Kathrynanna
33592 Kathrynanna è un asteroide della fascia principale. Scoperto nel 1999, presenta un'orbita caratterizzata da un semiasse maggiore pari a 2,4385997 UA e da un'eccentricità di 0,1219667, inclinata di 4,30810° rispetto all'eclittica.